# Navio de guerra

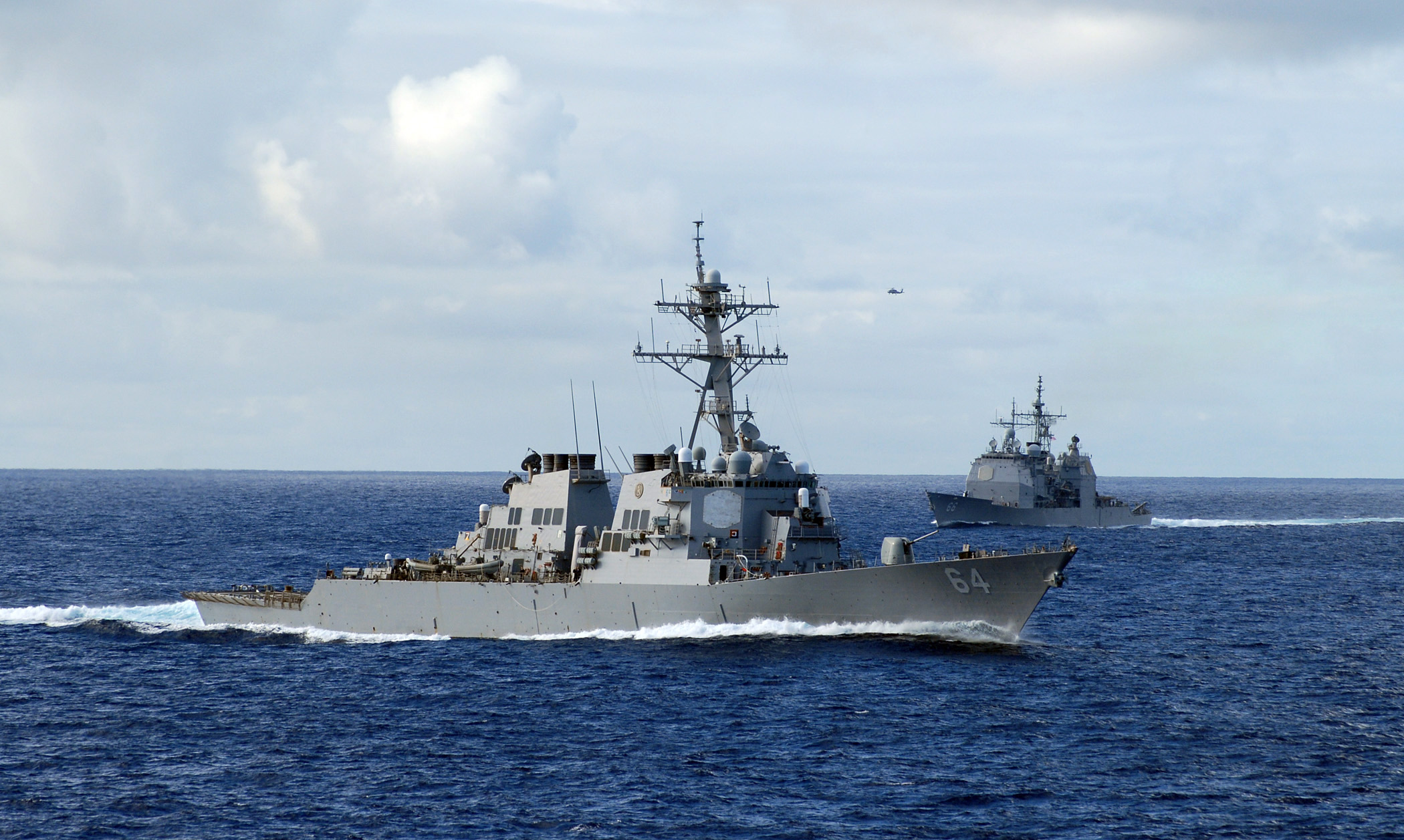
Modernos navios de guerra manobrando em alto-mar

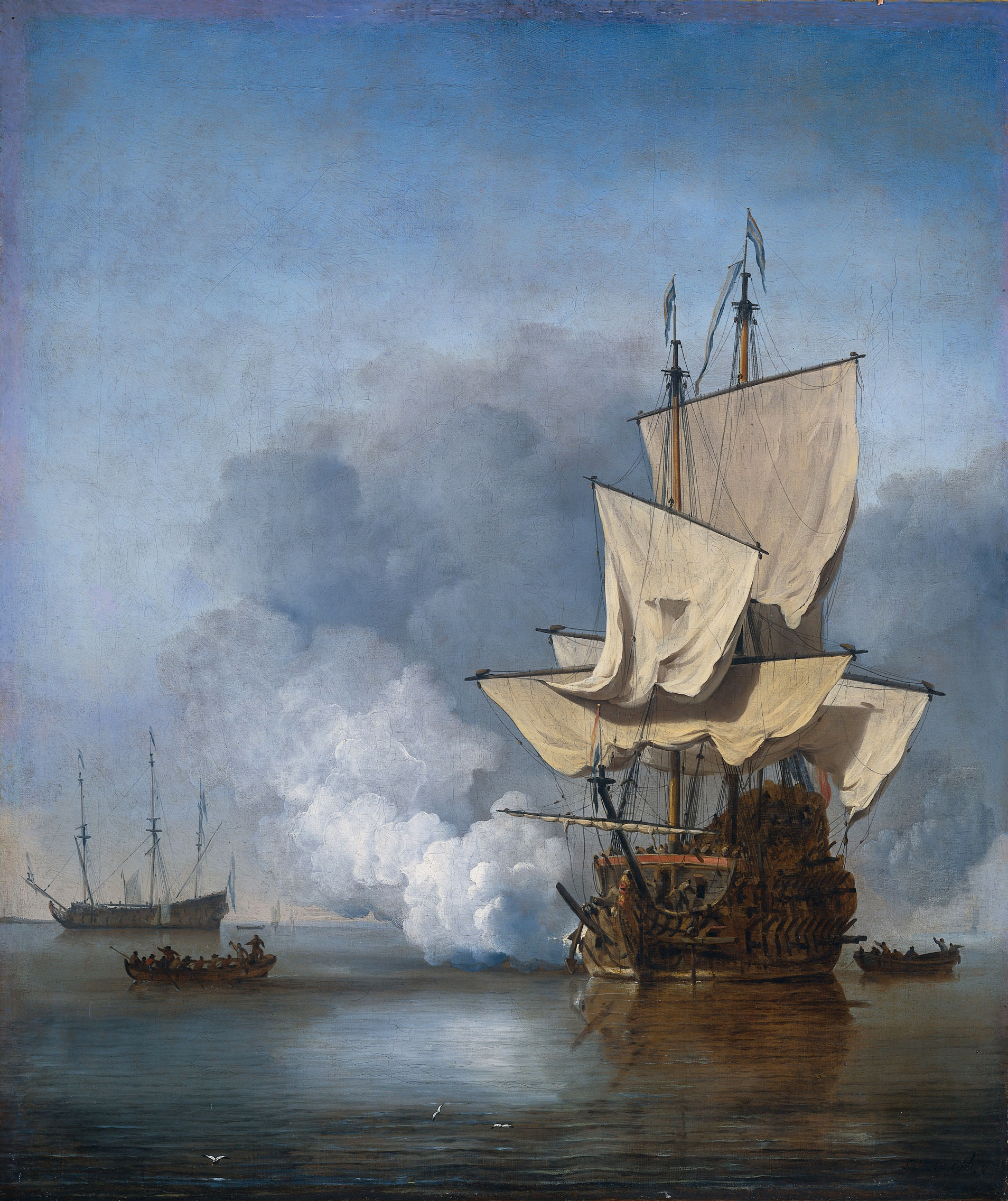
The Cannon Shot (1670) de Willem van de Velde, o Jovem, mostrando um navio de linha holandês do final do século XVII.

Um navio de guerra ou navio combatente é uma embarcação naval usada para a guerra naval. Normalmente, eles pertencem ao ramo da marinha das forças armadas de uma nação, embora também já tenham sido operados por indivíduos, cooperativas e corporações. Além de serem armados, os navios de guerra são projetados para resistir a danos e geralmente são mais rápidos e mais manobráveis do que navios mercantes. Diferentemente de um navio mercante, que transporta cargas, um navio de guerra normalmente transporta apenas armas, munições e suprimentos para sua tripulação.
Em tempos de guerra, a distinção entre navios de guerra e navios mercantes frequentemente se torna tênue. Até o século XVII, era comum que navios mercantes fossem requisitados para o serviço naval e não era incomum que mais da metade de uma frota fosse composta por navios mercantes — não havia uma grande diferença na construção, ao contrário da diferença entre um couraçado fortemente blindado e um transatlântico. Até que a ameaça da pirataria diminuísse no século XIX, era prática comum armar grandes navios mercantes, como os galeões. Navios de guerra também foram frequentemente usados como transportes de tropas ou navios de abastecimento, como feito pela Marinha Francesa no século XVIII ou pela Marinha Imperial Japonesa durante a Segunda Guerra Mundial. Em guerras desde o início do século XX, navios mercantes foram muitas vezes armados e usados como navios de guerra auxiliares, como os "Q-ships" da Primeira Guerra Mundial e os cruzadores mercantes armados da Segunda Guerra Mundial.

## Imagens

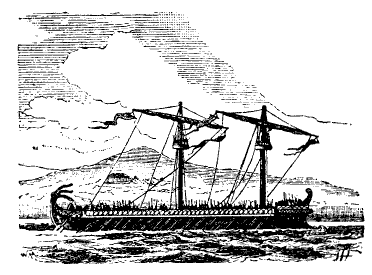
Representação artística de um Trirreme da marinha romana e grega.
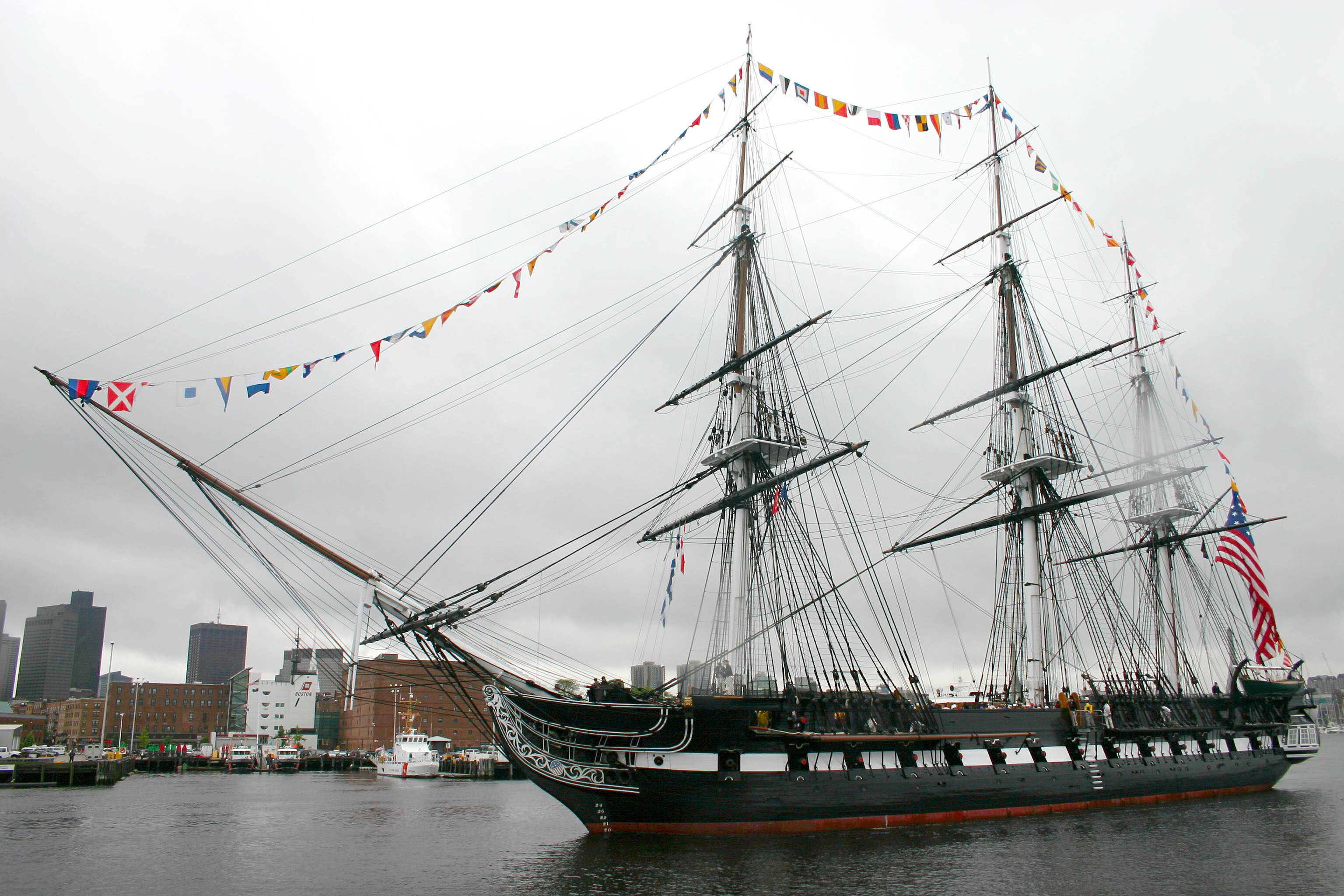
O USS Constitution, da chamada Era da navegação a Vela.
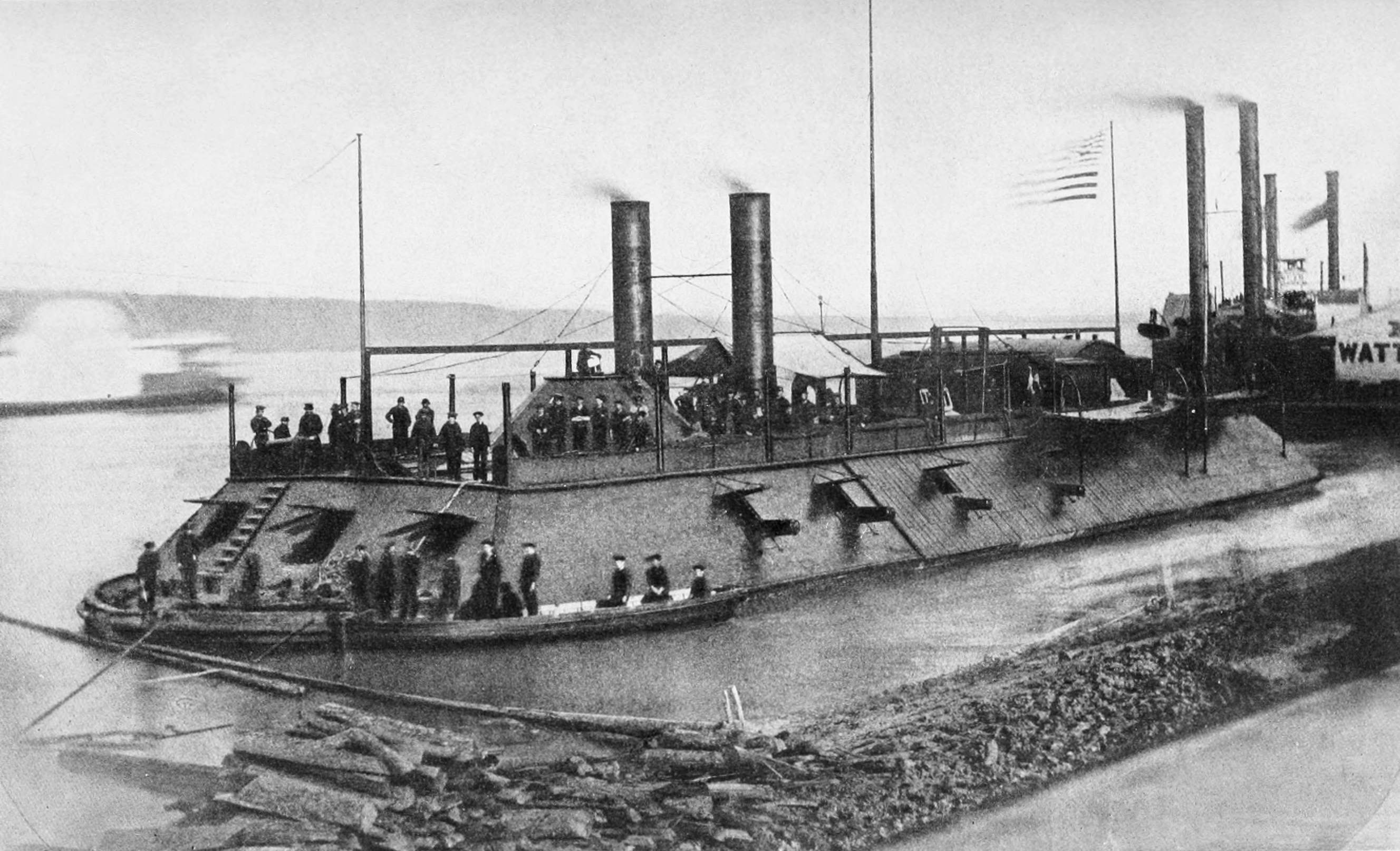
O ironclad casamata USS Cairo em uma fotografia contemporânea.
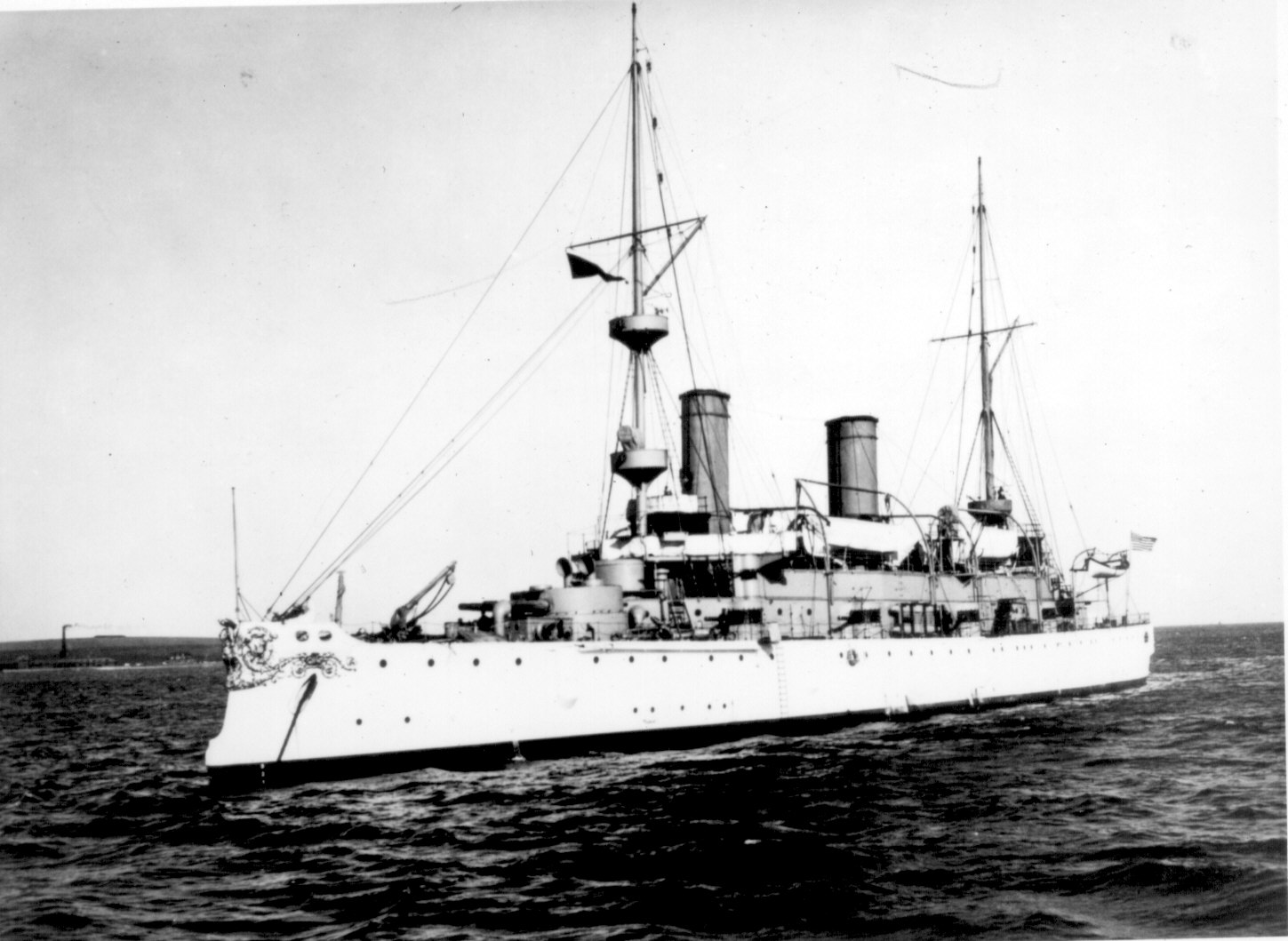
O USS Olympia, da era pré-dreadnought.
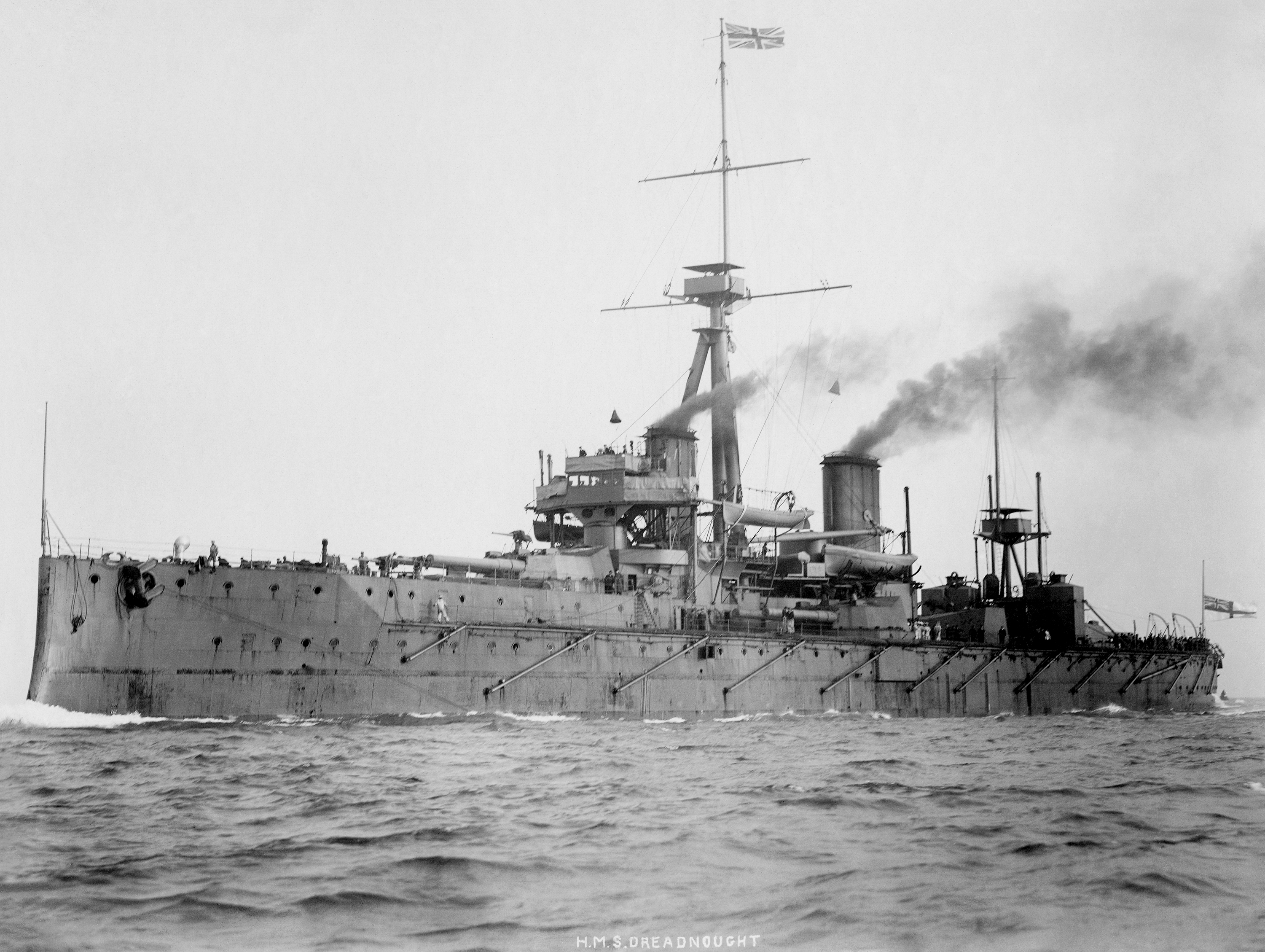
O HMS Dreadnought.
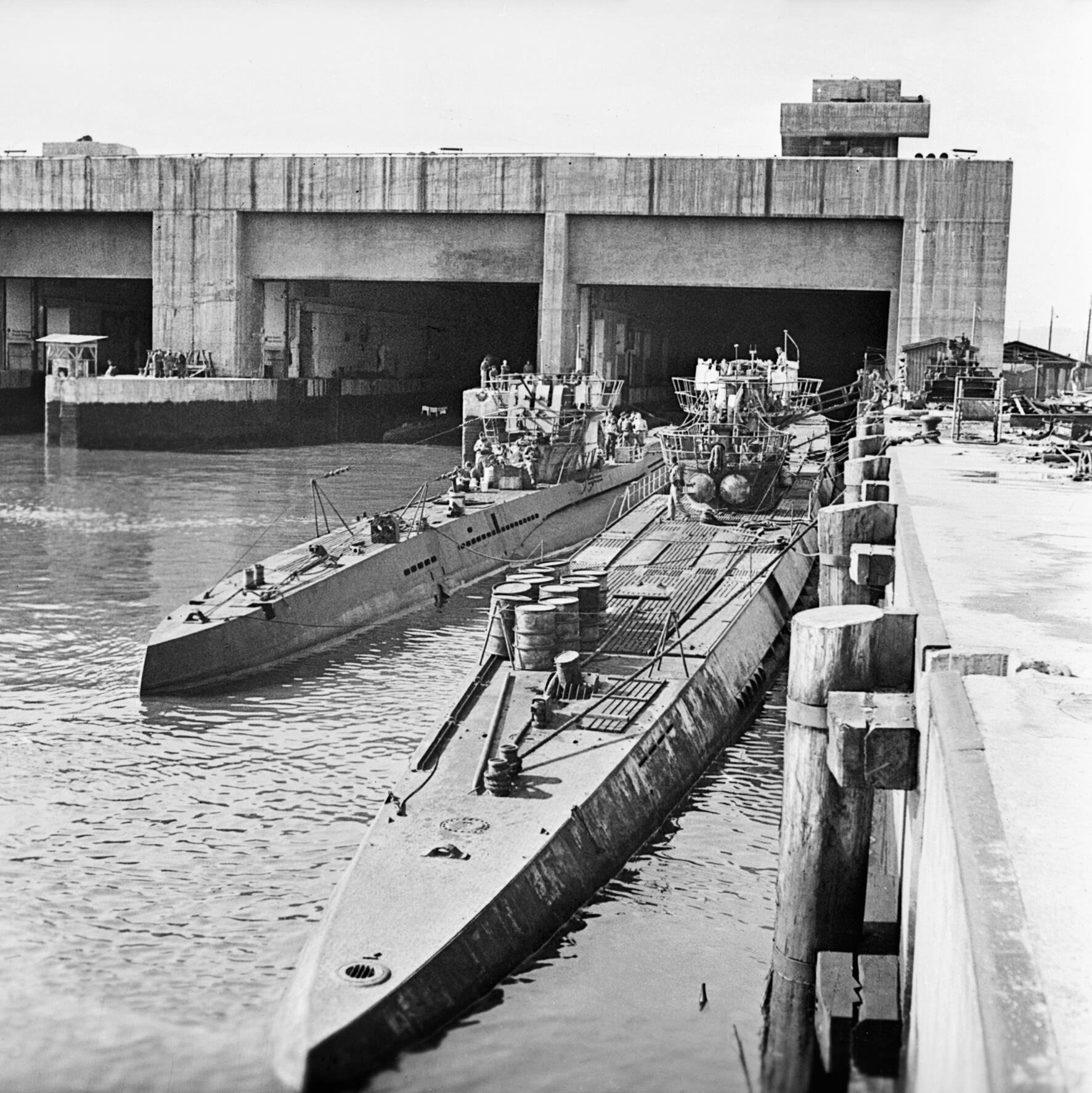
Dois U-boats alemães capturados na Noruega em 1945. Apesar do conceito de submarino já existir fazia décadas, seu uso se tornou notório na Primeira e Segunda Guerras Mundiais.
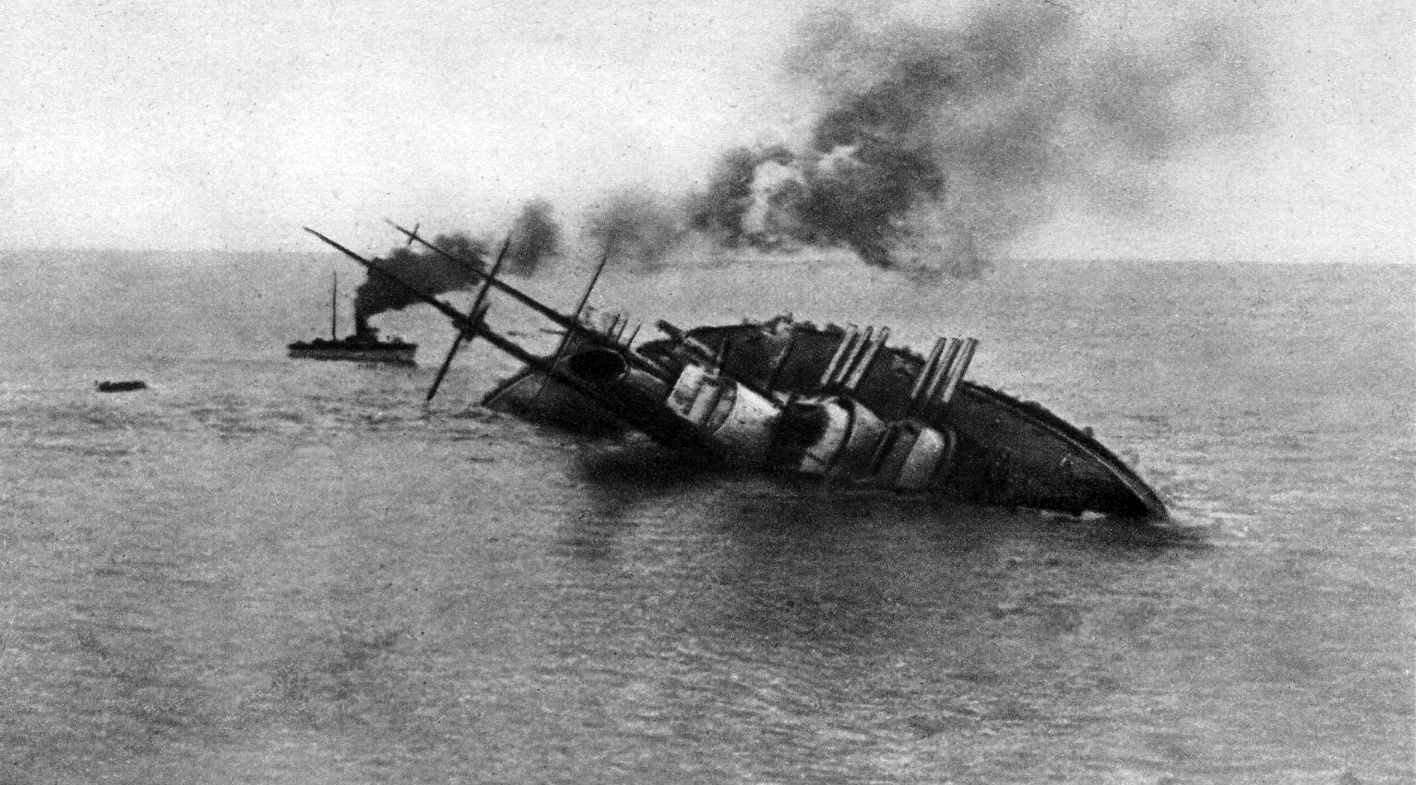
O SMS Szent István após ser torpedeado em 1918.
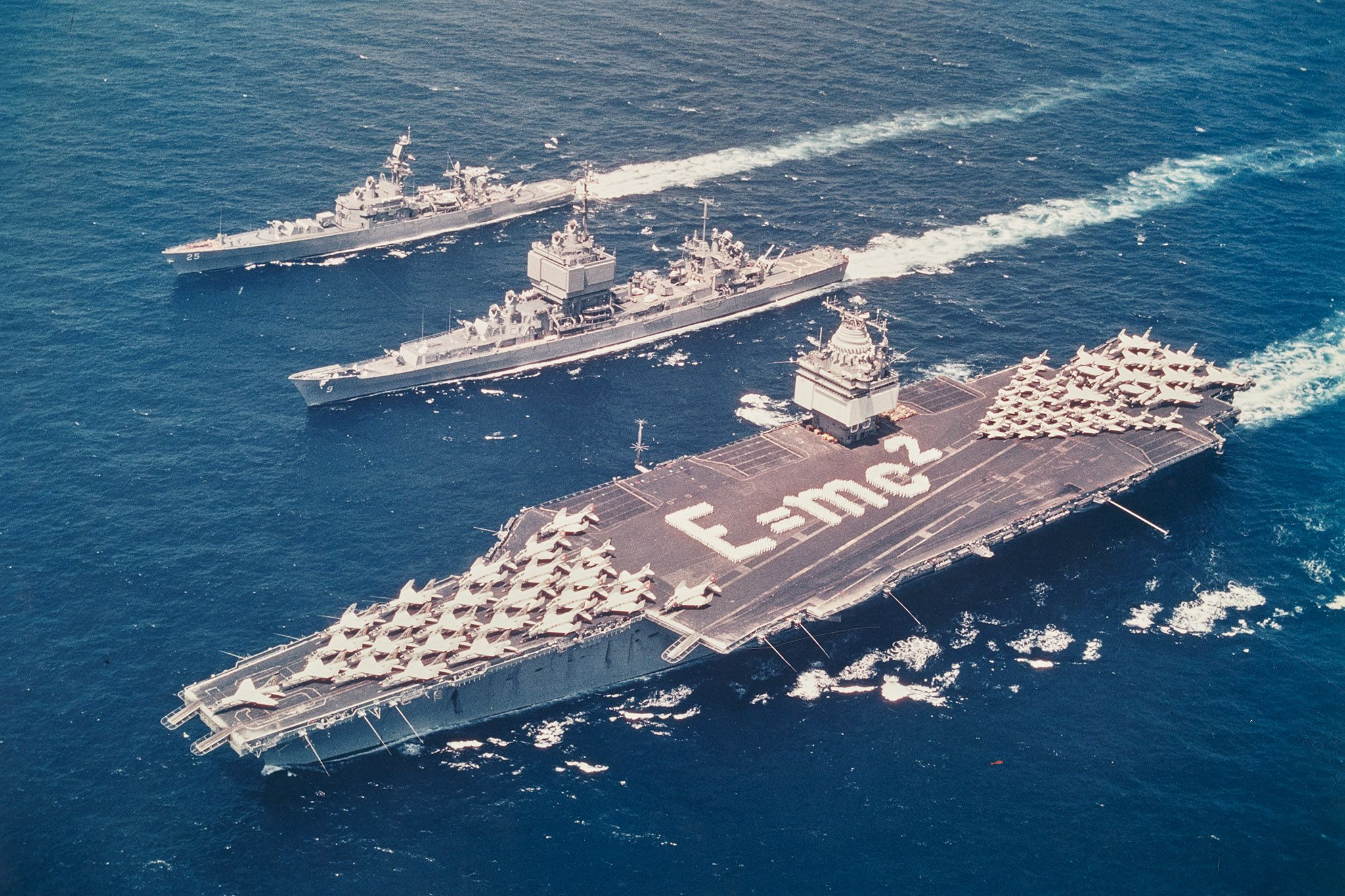
O porta-aviões USS Enterprise (CVN-65) sendo escoltado pelos navios USS Long Beach e USS Bainbridge.
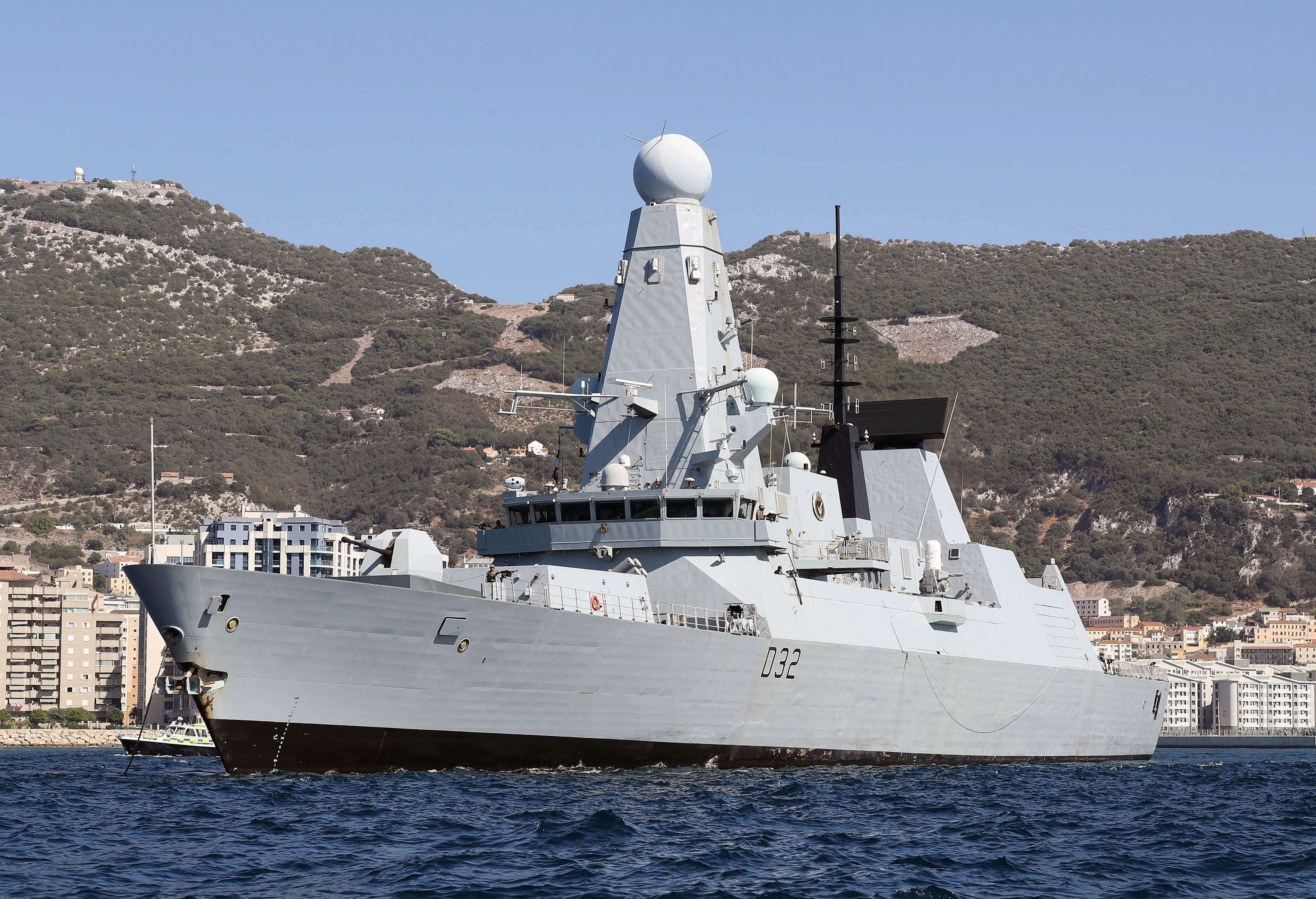
O HMS Daring, um moderno contratorpedeiro.
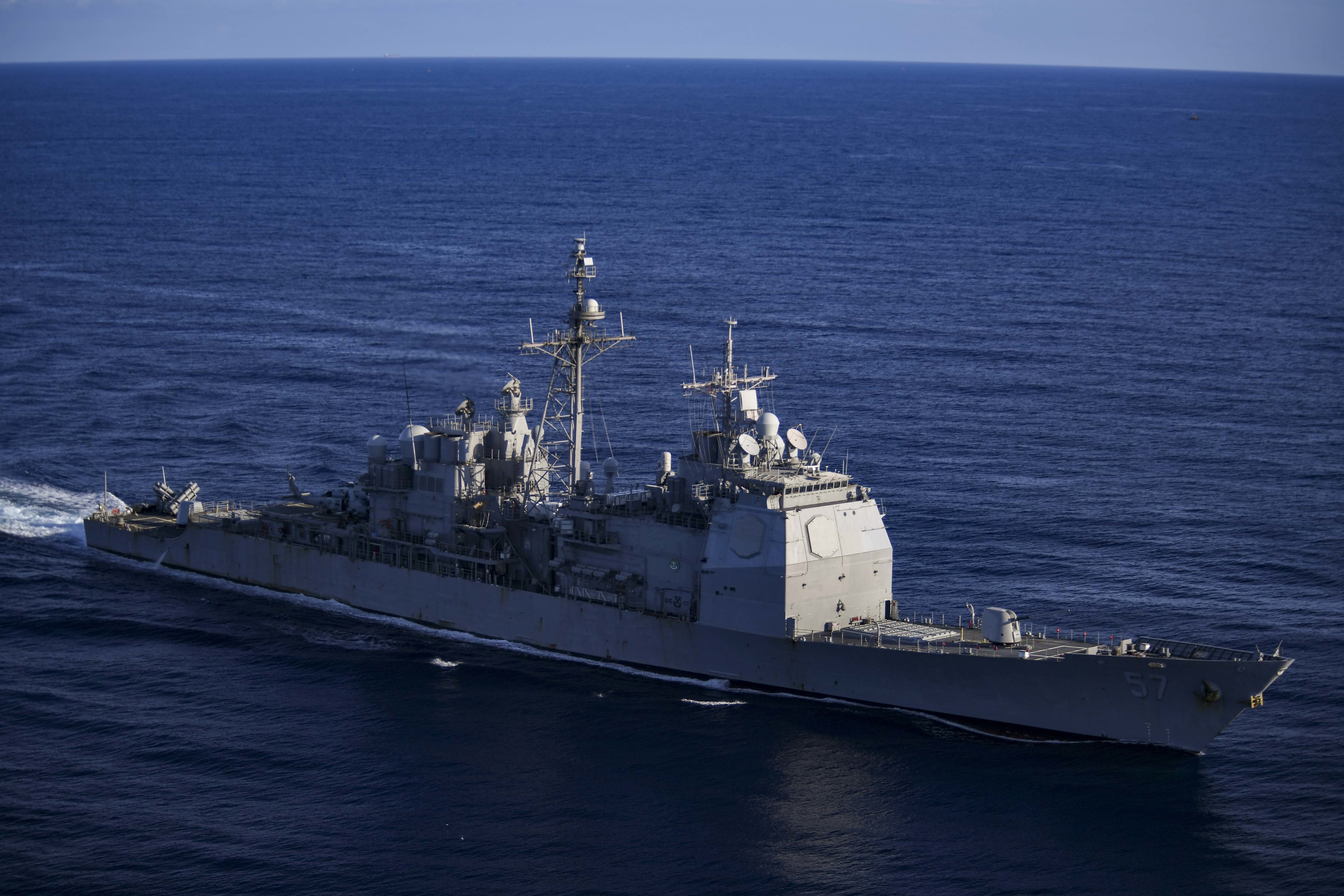
O USS Lake Champlain, um cruzador da Classe Ticonderoga.